# Eric Gaudibert
Eric Gaudibert (Vevey, 21 dicembre 1936 – Ginevra, 29 giugno 2012) è stato un compositore svizzero.

## Biografia
Eric Gaudibert è nipote dell'astronomo Casimir Marie Gaudibert, a cui è intitolato un cratere della luna. Incomincia lo studio del pianoforte con Emile Henchoz a Montreux; in seguito entra nella classe di Denise Bidal al Conservatorio di Losanna, dove segue anche un corso di composizione tenuto da Hans Haug. Dal 1950 è allievo di Alfred Cortot e nel 1958 inizia a studiare alla Scuola Normale di musica di Parigi, dove prosegue i propri studi con Jules Gentil e Jeanne Blancard. A Parigi studia anche composizione con Nadia Boulanger ed Henri Dutilleux. Nel 1962 e 1963 ottiene rispettivamente la licenza di pianista e il diploma di composizione. Resterà a Parigi fino al 1972, arricchendo le esperienze professionali grazie alla frequentazione dei più grandi maestri del XX secolo. Parallelamente alla carriera di pianista, apprende le nuove tecniche elettroacustiche, sviluppando il suo stie compositivo.
Nel 1968 l'OCL, sotto la direzione di Victor Desarzens, produce la sua prima opera importante, «La harpe du silence». Il relativo successo lo spinge ad intensificare la sua attività di compositore. Dal 1972 al 1975 vive ad Orléans, dove ricopre il ruolo di responsabile dell'animazione musicale alla « Maison de la culture ». Nel 1975 torna a vivere in terra svizzera, a Ginevra, grazie all'offerta da parte del Conservatorio popolare di attribuirgli la cattedra di analisi musicale e composizione. Nel frattempo continua a comporre: l'opera « Ecritures » gli vale il premio di composizione della giuria della Radio-Televisione Svizzera e nel 1976 l'opera « Circuit fermé » viene premiata al Prix Italia. Nel 1986 è nominato professore di analisi musicale al conservatorio di Neuchâtel. Nel 1989 per il suo lavoro riceve il premio di composizione rilasciato dall'Associazione dei Musicisti svizzeri. Nel 1995 riceve il premio quadriennale di musica della città di Ginevra e dal 1999 al 2004 ha in carica la classe di composizione del Conservatorio superiore di musica della città di Ginevra, dove divernterà professore onorario.
È stato creato un Fondo Eric Gaudibert alla sezione degli archivi musicali della Biblioteca Cantonale e Universitaria di Losanna, e un catalogo delle opere è stato pubblicato nel 1993. La sua opera mette in evidenza la grande apertura che lo caratterizzava, spaziando dal sinfonico, all'elettroacustica, dalla musica da camera alla musica corale, passando per l'opera. Muore il 29 giugno 2012 a seguito di un cancro.

## Opere
- Duo pour flûtes (1959 / circa 11 minuti)
- Mélodies (1966 / 7')
- Mélodies 2 (1966 / 7')
- La Harpe du silence (1966 / 26')
- Epibolie (1968 / 11')
- Morceaux pour flûtes à bec (1969 / 25')
- Année (1970 / 42') Epitase (1970-1974 / 13')
- Syzygy (1971 / 9') Solstice (1971-1976 / 13')
- Entre se taire et dire (1971 / 25')
- Vernescence (1973 / 18')
- Écritures (1975 / 22')
- Variations lyriques (1976 / 15')
- 4 Miniatures (1976 / 9')
- Pour main gauche seule (1976 / 5')
- 5 pièces brèves (1976 / 12')
- Suite en 5 pièces (1977 / 11')
- Sonate (1978 / 13')
- Capriccio (1978 / 7')
- Divertimento (1978 / 15')
- Eripe me, Domine (Psalm 140) (1978 / 7')
- Chacun son singe opéra (1973-1978 / 65')
- Contrechamps (1979 / 10')
- Gemmes (1980 / 12')
- Astrance (1980 / 18')
- Light (1981 / 7')
- La cantate des éventails (1984 / 18')
- L'écharpe d'Iris (1984-1985 / 11')
- Un jardin pour Orphée (1985 / 19')
- Hommage(s) à… (1985 / 2')
- Orées (1986 / 18')
- Miscellanées (1986 / 17')
- Diamant d'herbe (1986 / 11')
- Jetées (1987 / 10-20')
- Le regardeur infini (1987 / 28')
- Océans (1988 / 12')
- Feuillages (1988 / 11')
- Songes / songs (1989 / 10')
- Le regardeur infini (1987-1990 / 28')
- Songes, bruissements (1990 / 17')
- Petite suite (1990 / 12')
- Zwielicht (1990 / 12')
- Duel (1990 / 2')
- Concerto (1991 / 17')
- S'achève ma voix (1991 / 6')
- Du blanc dans le noir (1991 / 20')
- Albumblaetter (1992 / 17')
- Albumblaetter (1992-2000 / 11')
- Bruit d'ailes (1992 / 10')
- Mélodie sans fin (1992 / 4')
- Sérénade (1992 / 8')
- Trois Tableau (1993 / 12')
- Chant de l'aube (1993 / 5')
- Chant de l'aube (1993-1995 / 5')
- Concerto (1993 / 19')
- Jardin d'Est (1994 / 9')
- Concertino (1994 / 11')
- Les amours du poète (1994 / 2')
- Fanfare pour la paix (1994 / 2'30)
- 33 chansons (1994 / 50')
- Deux pas dans le gris (1994-1999 / 9')
- Deux ou trois pas... (1994-1998 / 9')
- Deux ou trois pas dans le gris (1994 / 10')
- Le dit d'elle (1995 / 10')
- Concerto lirico (1995 / 40')
- Deux airs (1995 / 13')
- Intermezzo (1996 / 20')
- Judith et Holopherne (1996 / 21')
- Voce, voci (1997 / 8')
- Ce tremblement, qui est une volupté (1997-1999 / 13')
- Concerto grosso (1998 / 16')
- Fantaisie concertante (1998-1999 / 16')
- Canzone a tre (1998-2000 / 10')
- Fantaisie concertante (1999-2000 / 12')
- Trois pièces pour accordéon (1999 / 6')
- Wolkenblau (1999-2000 / 10')
- Wolkenblau avec soprano (1999-2000 / 12')
- A due (2000 / 8')
- It was not a melody (2000 / 21')
- Message (2000 / 8')
- 5 pièces (2001 / 13')
- Remember... (2001 / 16')
- Une promenade (2002 / 11')
- Mayn kind, mayn treyt (2002-2004 / 14')
- Pierrot, à table! ou le souper du poète (2003 /10')
- Hekâyat (2003 / 23')
- Vers quel ciel éblouissant (2003-2004 / 28')
- pour Orphée (2004 / 8')
- Message(s) (2004 / 8')
- Ciel d'ombre (2004-2005 / 11')
- Intermezzo (2005 / 13')
- Au-delà (2005 / 15')
- Gong (2012 / 30')